# EasyBCD
EasyBCD — проприетарная программа, разработанная компанией NeoSmart Technologies. Используется для настройки загрузки операционных систем семейства Windows. С её помощью возможно изменять параметры загрузки этих ОС, добавлять возможность загрузки других ОС: более ранних версий Windows, а также MS-DOS, Linux, BSD и macOS — использовать другие методы загрузки и выполнять другие функции.

## Поддерживаемые операционные системы
EasyBCD изменяет загрузчик Windows Vista/7/8/10 для добавления поддержки других записей. Windows NT, 2000 и XP поддерживаются и имеется возможность последовательной загрузки NTLDR; DOS, Windows 3.x, 95, 98 и Me загружаются путём изменения файла IO.sys и Windows 9x загрузочного сектора; Linux и BSD загружаются путём передачи контроля в GRUB и/или LILO или с помощью собственного модуля EasyBCD’s — NeoGrub module (основан на GRUB4DOS); Mac OS X загружается с помощью загрузчика Darwin.

## Возможности

### Bootloader
EasyBCD имеет ряд функций для загрузчика, которые могут быть использованы для его ремонта и настройки. Из секции «Менеджера загрузки» в меню EasyBCD возможно переключение между Windows Vista и Windows XP загрузчиками в MBR (BOOTMGR и NTLDR, соответственно) в один клик кнопкой.
EasyBCD также предлагает функцию резервного копирования и восстановления BCD (данные конфигурации загрузки) файлов конфигурации для восстановления и в целях тестирования.
В «Диагностическом центре» можно сбросить corrupt BCD storage??? и автоматически создать необходимые данные для текущей операционной системы, а также найти и заменить отсутствующие или повреждённые файлы загрузки. Последняя возможность может быть использована для установки BCD-загрузчика Windows Vista.
EasyBCD может быть использована для изменения загрузочного диска, переименования или изменения любой записи в системный загрузчик и модификации существующих записей с перенаправлением на другой диск.

### Windows
EasyBCD поддерживает различные версии Windows и может быть использован для поиска и настройки:
- DOS 6.x
- Windows 95-ME
- Windows NT/2000/XP/2003
- Windows Vista/Server 2008
- Windows 7
- Windows 8
- Windows 10

В зависимости от версии Windows, добавляемой в EasyBCD, некоторые другие опции могут быть недоступны. К ним относятся включение поддержки неподписанных драйверов на 64-разрядных версиях Vista, загрузка в безопасном режиме и отключение DEP / NoExecute.

### Windows PE
Windows PE 2.0 поддерживается в рамках отдельного модуля в EasyBCD. EasyBCD можете загрузиться в двух различных системах Windows PE 2.0:
- Сжатых Windows PE образов WIM
- Windows PE разделов

EasyBCD поддерживает загрузку WinPE 2.0 образов WIM, расположенных на любом локальном разделе, предоставляя путь к файлу WIM. Он автоматически настраивает повторно BCD, чтобы добавить поддержку формата WIM. Программа также позволяет загрузиться в файловой системе Windows PE, извлечённой в корень подключённого диска.

### Linux/BSD
EasyBCD можете загрузиться в Linux и BSD одним из двух способов:
- Последовательная загрузка GRUB / LILO / др.
- NeoGrub

Традиционный метод последовательной загрузки создаёт образ GRUB / LILO загрузочного сектора на локальном диске и загружает этот образ во время загрузки, чтобы chainload последовательно загрузил второй загрузчик, который уже должен быть настроен для загрузки в Linux или BSD.
EasyBCD также поставляется с NeoGrub, настроенная сборка Grub для Dos, которая может быть настроена при помощи редактирования C:. \ NST \ menu.lst со стандартным синтаксисом GRUB для загрузки в требуемый Linux или BSD раздел.

### Mac OS X
EasyBCD может последовательно загрузить загрузчик Mac OS X Darwin для того, чтобы загрузиться в OS X на другой раздел или физический диск. Он не требует, чтобы Darwin был установлен на загрузочном секторе раздела OS X.

### Прочее
Помимо этого, программа может проверять наличие своей новой версии, сохранять текущие загрузки в файл и восстанавливать их из него, позволяет настраивать свой внешний вид и содержит ссылки на некоторые другие утилиты.

## Награды и восприятие
По информации с официального сайта программы, EasyBCD использован и рекомендован Microsoft, PC World, PC Magazine, Softpedia, PC Welt, и ещё несколькими десятками организаций.
Эдвард Мендельсон, редактор PC Magazine, отметил в рецензии, что с помощью программы возможно добавить в меню загрузки Windows не только ОС, но и антивирус и пакет системных программ. Также он отметил, что главным конкурентом программы является DualBootPro, которая обладает меньшими возможностями. Он поставил программе оценку 4,5.